# Alain-Jacques Tornare
Pour les articles homonymes, voir Tornare.
 (mai 2023).
Alain-Jacques Czouz-Tornare, né à Douai le 9 mars 1957 est un historien franco-suisse.

## Biographie
Alain-Jacques Tornare passe sa jeunesse à Sin-le-Noble (département du Nord), avant de renouer avec ses racines gruériennes. Ancien élève des classes préparatoires à l'École normale supérieure, il est licencié ès lettres, licencié d’enseignement en histoire (1980) et docteur de l’École pratique des hautes études à la Sorbonne (1996).
Chargé de cours en histoire moderne à l’Université de Fribourg de 1998 à 2006, historien auprès des archives de la ville de Fribourg jusqu'en juin 2023, archiviste suisse du Musée franco-suisse de Rueil-Malmaison (France), collaborateur indépendant du Dictionnaire historique de la Suisse, de la Radio suisse romande et de plusieurs journaux français et suisses dont Le Temps, L’Hebdo, L’Histoire, Passé Simple, L’Objectif, Suisse magazine, Sept.info. Il est aussi responsable du journal communal de Marsens, Mars en tous sens (d'abord appelé Trèflestriel)  et chroniqueur historique pour le Bulletin 1700 (journal d'information de la Ville de Fribourg). Il assure également depuis août 2022 une chronique quotidienne à Radio Fribourg, intitulée: "Un jour, une histoire, Alain-Jacques Tornare".
Auteur de nombreux articles et livres de vulgarisation sur l'histoire, il apparaît régulièrement dans les médias suisses. Il est notamment l'auteur de La Révolution française pour les nuls (2009), Tint’inconnu en Parodies (2014), La prise des Tuileries. Le sacrifice de la Garde suisse. 10 août 1792, Pache Un Vaudois maire de Paris (2023), ainsi que le coauteur de La Bérézina (2012), Tintin à Fribourg (2013), Suisse et France. 500 ans de Paix perpétuelle, 1516-2016 (2016), Saint-Exupéry en Suisse  (2018), Madame de Willermaulaz. La Suissesse de Beaumarchais (2020), Jean-Abram Noverraz. Le dernier Vaudois de Napoléon (2021), Révolution française et christianisme. L'exemple du réseau Chaffoy en Franche-Comté, 1794-1797 (2021). 19 février 1803: l'Acte de Médiation recrée la Suisse .